# Пань-гу

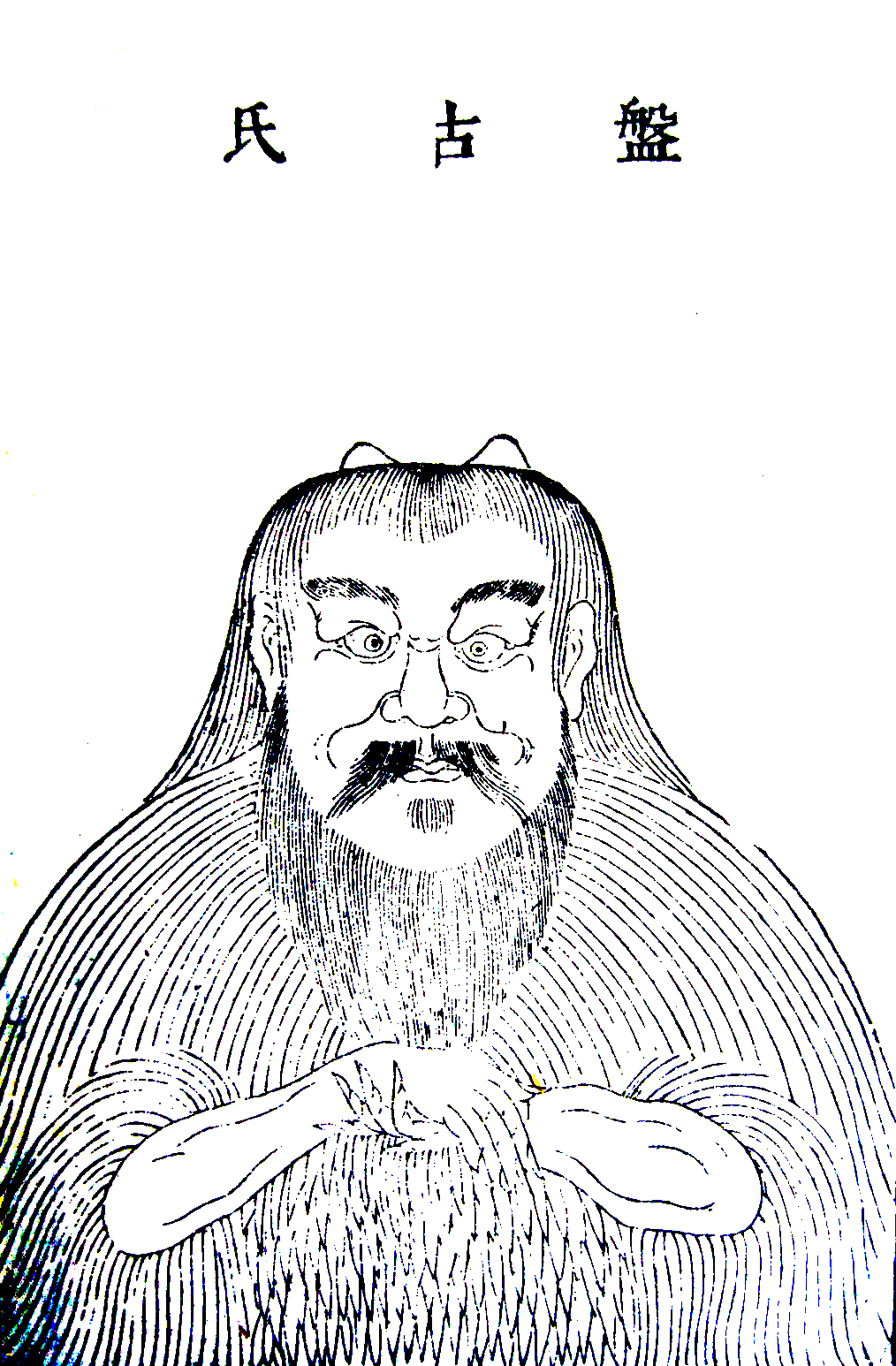
Портрет Пань-ґу

Пань-ґу (кит.: Pángǔ) — персонаж старокитайської міфології, розділювач світу на Небо і Землю та перша людина. Міфи про Пань-ґу зафіксовані письмово тільки в III ст. н. е., що дає підстави вважати їх створеними в рамках даоської філософії.

## Міф про Пань-ґу
Згідно з китайськими міфами, спочатку існував нескінченний і безформний Хаос Хунь-Тунь. З часом в хаосі виникло Яйце, в якому протягом 18 тисяч років зародився Пань-ґу. Вирісши, він розірвав Яйце зсередини на дві частини: Небо і Землю. В детальніших варіантах міфу між двома частинами лишається перемичка, котру Пань-ґу розрубує сокирою та долотом, які виникли поряд з ним. Нижня важка й волога частина стала Землею (Їнь), а легка й суха — Небом (Ян). Щоб Їнь та Ян не з'єдналися, Пань-ґу став між ними і стояв багато віків, постійно зростаючи. поки не впевнився, що Небо не потребує підпирання. Після цього Пань-ґу помер, а з його тіла утворилися різні речі та явища світу.
Дихання Пань-ґу стало вітром, голос — громом, ліве око — сонцем, праве око — місяцем. Руки і ноги утворили чотири сторони світу, тулуб землю, з крові виникли річки, з вен — дороги, з волосся — зірки, рослини, дерева, з зубів і кісток — метал, з кісткового мозку — нефрит. А паразити на його тілі перетворилися на людей.
Справу впорядкування світу продовжили Жовтий предок (Хуан-ді) та його підлеглі Ліму і Тайшань-цзи. Вони визначили чергування Їнь та Ян, хід небесних світил, розрізнили чоловічу та жіночу стать і створили закони.

## Трактування міфу
Багатьма дослідниками міф про Пань-ґу вважається авторським, а не виниклим у народі. Проте набувавши популярності, він став сприйматися як справжній давній міф. Оповідь про Пань-ґу відповідає оповіді з даоського трактату «Дао де цзін», де описується розідлення Хаосу на протилежності. Саме в даоській культурі виник міф про Пань-ґу та був призначений у знайомих образах пояснити народним масам абстрактну філософську ідею. Надалі цей персонаж увійшов до тріади головних божеств народного даосизму поряд з Хуан-ді (обоженим імператором) та Лао-цзи (обоженим філософом).